# Oliver St John
Oliver St John (vers 1598 - 31 décembre 1673), est un juge et homme politique anglais qui siège à la Chambre des communes de 1640 à 1653. Il soutient la cause parlementaire dans la guerre civile anglaise.

## Jeunesse
St John est le fils d'Oliver St John de Cayshoe et de sa femme Sarah Bulkeley, fille d'Edward Bulkeley d'Odell, Bedfordshire et sœur de Peter Bulkeley. Sa sœur, Elizabeth St John, épouse le révérend Samuel Whiting et émigre à Boston, Massachusetts en 1636. Il s'inscrit au Queens' College de Cambridge au Carême 1616 et est admis à Lincoln's Inn le 22 avril 1619. Il est admis au barreau en 1626.
St John semble avoir eu des ennuis avec la cour à propos d'une publication séditieuse, et s'être associé aux futurs leaders populaires John Pym et Lord Saye. En 1638, il défend John Hampden, avec le co-conseil Robert Holborne, sur son refus de payer L'argent du navire, à cette occasion il prononce un discours remarquable qui l'établit comme un avocat de premier plan. La même année, il épouse, en tant que seconde épouse, Elizabeth Cromwell, une cousine d'Oliver Cromwell, à qui sa première épouse est également apparentée. Le mariage conduit à une amitié intime avec Cromwell.

## Carrière politique
En avril 1640, St John est élu député de Totnes au Court Parlement. Il est réélu député de Totnes pour le Long Parlement en novembre 1640. Il agit en étroite alliance avec Hampden et Pym, en particulier contre l'imposition de l'argent des navires. En 1641, en vue de s'assurer son soutien, le roi nomme St John solliciteur général. Cela ne l'empêche pas de jouer un rôle actif dans la destitution de Thomas Wentworth, 1er comte de Strafford, et dans la préparation des projets de loi présentés par le parti populaire à la Chambre des communes. En conséquence, il est démis de ses fonctions de solliciteur général en 1643. Il défend la décision de poursuivre Strafford pour trahison au simple motif qu'il y a des gens qui sont trop dangereux pour qu'on leur accorde le bénéfice de la loi ; il a dit aux Communes : "Il n'a jamais été tenu compte de cruauté ou d'un acte criminel pour que des renards et des loups soient frappés à la tête." Edward Hyde (1er comte de Clarendon), bien qu'il ait peut-être voté en faveur de l'accusation, dénonce plus tard le discours de St John comme peut-être le plus barbare et le plus inhumain jamais prononcé à la Chambre des communes.
Au début de la guerre civile, St John devient l'un des leaders parlementaires. Dans la querelle entre le parlement et l'armée en 1647, il se range du côté de cette dernière et n'est pas exclu lors de la Purge de Pride en 1649. Tout au long de cette période, il bénéficie de la confiance de Cromwell. En dehors de Cromwell, il a peu d'amis proches : ses manières sont décrites comme froides et hostiles, et il a peu de patience avec ceux qu'il considère comme moins doués que lui.

## Activités judiciaires et autres

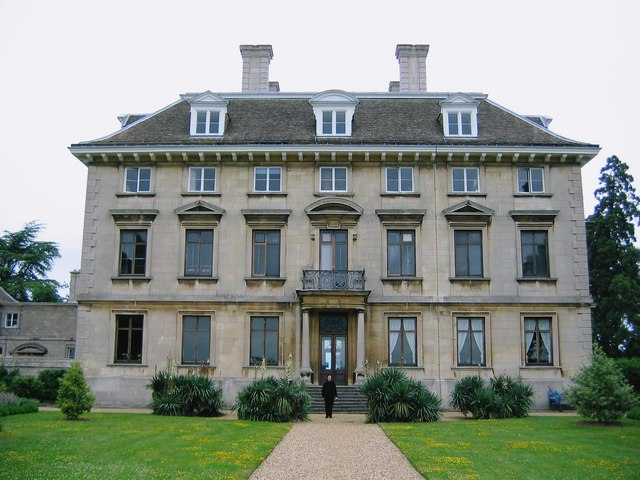
Thorpe Hall, Peterborough.

En 1648, St John est nommé juge en chef des plaids communs et à partir de ce moment il se consacre à ses fonctions judiciaires. Il refuse d'être l'un des commissaires au procès du roi Charles Ier et n'a aucune part dans la constitution du Commonwealth. En 1651, il se rend à La Haye, où il dirige la mission (aux côtés de Walter Strickland, avec John Thurloe comme secrétaire) pour négocier une union politique entre l'Angleterre et la République néerlandaise. La mission échoue complètement, ce qui conduit à la première guerre anglo-néerlandaise. La même année, il mène avec succès une négociation similaire avec l'Écosse, après l'appel d'offres d'union. Il devient chancelier de l'université de Cambridge en 1651 et conserve le poste jusqu'en 1660.
St John construit Thorpe Hall à Longthorpe à Peterborough entre 1653 et 1656. Il est membre du Conseil d'État de 1659 à 1660.
Après la restauration, St John demande sans succès de conserver son poste de Lord Chief Justice. Il publie un récit de sa conduite passée (The Case of Oliver St John, 1660), et cette apologie lui permet d'échapper à tout châtiment pire que l'exclusion de la fonction publique. Il se retire dans sa maison de campagne du Northamptonshire jusqu'en 1662, date à laquelle il quitte l'Angleterre et se rend à Bâle, en Suisse, puis à Augsbourg, en Allemagne.

## Famille
St John épouse Johanna Altham, fille unique de John Altham de Latton, Essex, et a par elle deux fils et deux filles. En 1638, il épouse Elizabeth, fille d'Henry Cromwell, avec qui il a deux enfants. Après sa mort, il épouse, en 1645, Elizabeth Oxenbridge, fille de Daniel Oxenbridge. Son fils Francis est député de Peterborough. Sa fille Johanna épouse Walter St John de Lydiard Tregoze et est la grand-mère du vicomte Bolingbroke. Sa troisième fille, Elizabeth, épouse John Bernard, 2e baronnet et leur fille Johanna Bernard épouse Richard Bentley.
Il appartient à la branche aînée d'une ancienne famille. Il y a deux branches : les St Johns de Bletsoe dans le Bedfordshire et les St Johns de Lydiard Tregoze dans le Wiltshire, tous deux descendants des St Johns de Stanton St John dans l'Oxfordshire. Oliver St John est l'arrière-petit-fils d'Oliver St John, qui a été créé baron St John de Bletso en 1559, et un cousin éloigné du 4e baron qui est créé comte de Bolingbroke en 1624, et qui prend une part active du côté parlementaire à la guerre civile anglaise, son fils, le 5e baron St John, est tué à la bataille d'Edgehill. Oliver est un cousin éloigné du roi par Marguerite Beauchamp de Bletso, grand-mère d'Henri VII, dont le premier mari est Oliver St. John de Lydiard Tregoze (mort en 1437).